# Hôtel de l'Escalopier
Hôtel de l'Escalopier je městský palác v Paříži. Nachází se v historické čtvrti Marais na náměstí Place des Vosges. Palác je v soukromém vlastnictví.

## Umístění
Hôtel de l'Escalopier má číslo 25 na náměstí Place des Vosges. Nachází se na severní straně náměstí ve 3. obvodu.

## Historie
Palác nechal postavit bohatý obchodník Pierre Sainctot, který v roce 1609 koupil pozemek. Po jeho smrti získal dům státní rada Pierre Gobelin du Quesnoy a po něm jeho synové. Ti dům prodali v roce 1694 parlamentnímu radovi Gaspardu Lescalopierovi, v jehož rodině zůstal palác do roku 1865.
Palác je od roku 1956 chráněn jako historická památka.